# همله
الهمله (به عربی: الهملة) یک منطقهٔ مسکونی در بحرین است.